# Otra cosa (singolo)
Otra cosa è un singolo del rapper portoricano Daddy Yankee e della cantante dominicana Natti Natasha, pubblicato il 9 dicembre 2016 su etichetta discografica Pina Records. Il brano è stato scritto dai due interpreti insieme ad Egbert Rosa.

## Tracce
Download digitale
1. Otra cosa – 3:28

## Classifiche

### Classifiche annuali
| Classifica (2017)     | Posizione |
| --------------------- | --------- |
| Repubblica Dominicana | 40        |